# GT World Challenge Europe Sprint Cup 2020
Navigation
Édition précédente Édition suivante
Le GT World Challenge Europe Sprint Cup 2020 est la huitième saison de ce championnat et la première sous ce nom. Elle se déroule du 9 août 2020 au 11 octobre 2020 sur un total de quatre manches.
Le championnat se renomme GT World Challenge Europe Sprint Cup en lieu et place du Blancpain GT World Challenge Europe.

## Calendrier
Par rapport à la saison précédente, le calendrier a profondément évolué en raison de la pandémie de Covid-19. Seules les manches de Misano et Zandvoort subsitent, tandis que Barcelone fait son retour et Magny-Cours son apparition.
| N°                                                    | Date                          | Circuit                               | Lieu             | Pays     |
| ----------------------------------------------------- | ----------------------------- | ------------------------------------- | ---------------- | -------- |
| 1                                                     | 9 août                        | Misano World Circuit Marco Simoncelli | Misano Adriatico | Italie   |
| 2                                                     | 13 septembre                  | Circuit de Nevers Magny-Cours         | Magny-Cours      | France   |
| 3                                                     | 27 septembre                  | Circuit de Zandvoort                  | Zandvoort        | Pays-Bas |
| 4                                                     | 11 octobre                    | Circuit de Barcelone                  | Montmeló         | Espagne  |
| Manches annulées en raison de la pandémie de Covid-19 |                               |                                       |                  |          |
|                                                       | Date prévue                   | Circuit                               | Circuit          | Circuit  |
| 3 mai                                                 | Circuit de Brands Hatch       | Longfield                             | Royaume-Uni      |          |
| 27 septembre                                          | Hungaroring                   | Mogyoród                              | Hongrie          |          |
| 1er novembre                                          | Autodromo Enzo e Dino Ferrari | Imola                                 | Italie           |          |

## Engagés
Cette saison, le nombre de GT3 engagé à l’année est limité à 26, afin de réduire le nombre d'accidents.
| Équipe                     | Voiture                     | No. | Pilotes                | Classe | Manches        |
| -------------------------- | --------------------------- | --- | ---------------------- | ------ | -------------- |
| Toksport WRT               | Mercedes-AMG GT3 Evo        | 2   | Juuso Puhakka          | S      | Toutes         |
| Toksport WRT               | Mercedes-AMG GT3 Evo        | 2   | Óscar Tunjo            | S      | Toutes         |
| Toksport WRT               | Mercedes-AMG GT3 Evo        | 6   | Robin Rogalski         | S      | 1–3            |
| Toksport WRT               | Mercedes-AMG GT3 Evo        | 6   | Kris Heidorn           | S      | 1              |
| Toksport WRT               | Mercedes-AMG GT3 Evo        | 6   | Mick Wishofer          | S      | 2              |
| Toksport WRT               | Mercedes-AMG GT3 Evo        | 6   | Romain Monti           | S      | 3              |
| Haupt Racing Team          | Mercedes-AMG GT3 Evo        | 4   | Maro Engel             | P      | 1–2, 4         |
| Haupt Racing Team          | Mercedes-AMG GT3 Evo        | 4   | Luca Stolz             | P      | 1–2, 4         |
| Emil Frey Racing           | Lamborghini Huracán GT3 Evo | 14  | Norbert Siedler        | P      | 1–3            |
| Emil Frey Racing           | Lamborghini Huracán GT3 Evo | 14  | Mikaël Grenier         | P      | 1–3            |
| Emil Frey Racing           | Lamborghini Huracán GT3 Evo | 14  | S                      | 4      |                |
| Emil Frey Racing           | Lamborghini Huracán GT3 Evo | 14  | S                      | 4      | Ricardo Feller |
| Emil Frey Racing           | Lamborghini Huracán GT3 Evo | 163 | Giacomo Altoè          | P      | Toutes         |
| Emil Frey Racing           | Lamborghini Huracán GT3 Evo | 163 | Albert Costa           | P      | Toutes         |
| Tech 1 Racing              | Lexus RC F GT3              | 15  | Thomas Neubauer        | S      | Toutes         |
| Tech 1 Racing              | Lexus RC F GT3              | 15  | Aurélien Panis         | S      | Toutes         |
| ERC Sport                  | Mercedes-AMG GT3 Evo        | 18  | Phil Keen              | PA     | Toutes         |
| ERC Sport                  | Mercedes-AMG GT3 Evo        | 18  | Lee Mowle              | PA     | Toutes         |
| SPS Automotive Performance | Mercedes-AMG GT3 Evo        | 20  | Valentin Pierburg      | PA     | Toutes         |
| SPS Automotive Performance | Mercedes-AMG GT3 Evo        | 20  | Dominik Baumann        | PA     | 1–2, 4         |
| SPS Automotive Performance | Mercedes-AMG GT3 Evo        | 20  | Nick Foster            | PA     | 3              |
| SPS Automotive Performance | Mercedes-AMG GT3 Evo        | 44  | Christian Hook         | PA     | 1              |
| SPS Automotive Performance | Mercedes-AMG GT3 Evo        | 44  | Tom Onslow-Cole        | PA     | 1              |
| Saintéloc Racing           | Audi R8 LMS Evo             | 25  | Christopher Haase      | P      | Toutes         |
| Saintéloc Racing           | Audi R8 LMS Evo             | 25  | Arthur Rougier         | P      | Toutes         |
| Saintéloc Racing           | Audi R8 LMS Evo             | 26  | Simon Gachet           | S      | Toutes         |
| Saintéloc Racing           | Audi R8 LMS Evo             | 26  | Steven Palette         | S      | Toutes         |
| Belgian Audi Club Team WRT | Audi R8 LMS Evo             | 30  | Rik Breukers           | S      | 3              |
| Belgian Audi Club Team WRT | Audi R8 LMS Evo             | 30  | Rolf Ineichen          | S      | 3              |
| Belgian Audi Club Team WRT | Audi R8 LMS Evo             | 31  | Kelvin van der Linde   | P      | Toutes         |
| Belgian Audi Club Team WRT | Audi R8 LMS Evo             | 31  | Ryuichiro Tomita       | P      | Toutes         |
| Belgian Audi Club Team WRT | Audi R8 LMS Evo             | 32  | Dries Vanthoor         | P      | Toutes         |
| Belgian Audi Club Team WRT | Audi R8 LMS Evo             | 32  | Charles Weerts         | P      | Toutes         |
| Belgian Audi Club Team WRT | Audi R8 LMS Evo             | 33  | Hamza Owega            | S      | Toutes         |
| Belgian Audi Club Team WRT | Audi R8 LMS Evo             | 33  | Jusuf Owega            | S      | Toutes         |
| AF Corse                   | Ferrari 488 GT3             | 52  | Andrea Bertolini       | PA     | Toutes         |
| AF Corse                   | Ferrari 488 GT3             | 52  | Louis Machiels         | PA     | Toutes         |
| Attempto Racing            | Audi R8 LMS Evo             | 55  | Mattia Drudi           | P      | Toutes         |
| Attempto Racing            | Audi R8 LMS Evo             | 55  | Tommaso Mosca          | P      | Toutes         |
| Attempto Racing            | Audi R8 LMS Evo             | 66  | Nicolas Schöll         | P      | Toutes         |
| Attempto Racing            | Audi R8 LMS Evo             | 66  | Frédéric Vervisch      | P      | 1–2, 4         |
| Attempto Racing            | Audi R8 LMS Evo             | 66  | Finlay Hutchison       | P      | 3              |
| AKKA ASP Team              | Mercedes-AMG GT3 Evo        | 88  | Timur Boguslavskiy     | P      | Toutes         |
| AKKA ASP Team              | Mercedes-AMG GT3 Evo        | 88  | Raffaele Marciello     | P      | 1–2, 4         |
| AKKA ASP Team              | Mercedes-AMG GT3 Evo        | 88  | Felipe Fraga           | P      | 3              |
| AKKA ASP Team              | Mercedes-AMG GT3 Evo        | 89  | Benjamin Hites         | S      | Toutes         |
| AKKA ASP Team              | Mercedes-AMG GT3 Evo        | 89  | Jim Pla                | S      | Toutes         |
| Madpanda Motorsport        | Mercedes-AMG GT3 Evo        | 90  | Ezequiel Pérez Companc | S      | Toutes         |
| Madpanda Motorsport        | Mercedes-AMG GT3 Evo        | 90  | Axcil Jefferies        | S      | Toutes         |
| Sky - Tempesta Racing      | Ferrari 488 GT3             | 92  | Giancarlo Fisichella   | PA     | 2              |
| Sky - Tempesta Racing      | Ferrari 488 GT3             | 92  | Jonathan Hui           | PA     | 2              |
| Sky - Tempesta Racing      | Ferrari 488 GT3             | 93  | Eddie Cheever          | PA     | Toutes         |
| Sky - Tempesta Racing      | Ferrari 488 GT3             | 93  | Chris Froggatt         | PA     | Toutes         |
| CMR,                       | Bentley Continental GT3     | 107 | Jules Gounon           | P      | Toutes         |
| CMR,                       | Bentley Continental GT3     | 107 | Nelson Panciatici      | P      | Toutes         |
| CMR,                       | Bentley Continental GT3     | 108 | Hugo Chevalier         | S      | Toutes         |
| CMR,                       | Bentley Continental GT3     | 108 | Pierre-Alexandre Jean  | S      | Toutes         |

| Icône | Classe     |
| ----- | ---------- |
| P     | Pro Cup    |
| S     | Silver Cup |
| PA    | Pro-Am Cup |

## Résultats de la saison 2020
En gras le vainqueur de la course. 
| Manche | Manche | Circuit     | Pole Position                         | Vainqueurs Pro                        | Vainqueurs Silver                      | Vainqueurs Pro-Am                 |
| ------ | ------ | ----------- | ------------------------------------- | ------------------------------------- | -------------------------------------- | --------------------------------- |
| 1      | C1     | Misano      | No. 15 Tech 1 Racing                  | No. 32 Belgian Audi Club Team WRT     | No. 26 Saintéloc Racing                | No. 93 Sky - Tempesta Racing      |
| 1      | C1     | Misano      | Thomas Neubauer Aurélien Panis        | Dries Vanthoor Charles Weerts         | Simon Gachet Steven Palette            | Eddie Cheever Chris Froggart      |
| 1      | C2     | Misano      | No. 88 AKKA ASP Team                  | No. 88 AKKA ASP Team                  | No. 26 Saintéloc Racing                | No. 52 AF Corse                   |
| 1      | C2     | Misano      | Timur Boguslavskiy Raffaele Marciello | Timur Boguslavskiy Raffaele Marciello | Simon Gachet Steven Palette            | Andrea Bertolini Louis Machiels   |
| 1      | C3     | Misano      | No. 15 Tech 1 Racing                  | No. 32 Belgian Audi Club Team WRT     | No. 90 Madpanda Motorsport             | No. 93 Sky - Tempesta Racing      |
| 1      | C3     | Misano      | Thomas Neubauer Aurélien Panis        | Dries Vanthoor Charles Weerts         | Ezequiel Pérez Companc Axcil Jefferies | Eddie Cheever Chris Froggart      |
| 2      | C1     | Magny-Cours | No. 4 Haupt Racing Team               | No. 4 Haupt Racing Team               | No. 2 Toksport WRT                     | No. 92 Sky - Tempesta Racing      |
| 2      | C1     | Magny-Cours | Maro Engel Luca Stolz                 | Maro Engel Luca Stolz                 | Juuso Puhakka Óscar Tunjo              | Giancarlo Fisichella Jonathan Hui |
| 2      | C2     | Magny-Cours | No. 26 Saintéloc Racing               | No. 88 AKKA ASP                       | No. 26 Saintéloc Racing                | No. 92 Sky - Tempesta Racing      |
| 2      | C2     | Magny-Cours | Simon Gachet Steven Palette           | Timur Boguslavskiy Raffaele Marciello | Simon Gachet Steven Palette            | Giancarlo Fisichella Jonathan Hui |
| 3      | C1     | Zandvoort   | No. 14 Emil Frey Racing               | No. 31 Belgian Audi Club Team WRT     | No. 108 CMR                            | No. 93 Sky - Tempesta Racing      |
| 3      | C1     | Zandvoort   | Mikaël Grenier Norbert Siedler        | Kelvin van der Linde Ryuichiro Tomita | Hugo Chevalier Pierre-Alexandre Jean   | Eddie Cheever Chris Froggart      |
| 3      | C2     | Zandvoort   | No. 14 Emil Frey Racing               | No. 163 Emil Frey Racing              | No. 15 Tech 1 Racing                   | No. 93 Sky - Tempesta Racing      |
| 3      | C2     | Zandvoort   | Mikaël Grenier Norbert Siedler        | Giacomo Altoè Albert Costa            | Thomas Neubauer Aurélien Panis         | Eddie Cheever Chris Froggart      |
| 4      | C1     | Barcelone   | No. 14 Emil Frey Racing               | No. 163 Emil Frey Racing              | No. 14 Emil Frey Racing                | No. 52 AF Corse                   |
| 4      | C1     | Barcelone   | Ricardo Feller Mikaël Grenier         | Giacomo Altoè Albert Costa            | Ricardo Feller Mikaël Grenier          | Andrea Bertolini Louis Machiels   |
| 4      | C2     | Barcelone   | No. 163 Emil Frey Racing              | No. 66 Attempto Racing                | No. 89 AKKA ASP                        | No. 93 Sky - Tempesta Racing      |
| 4      | C2     | Barcelone   | Giacomo Altoè Albert Costa            | Nicolas Schöll Frédéric Vervisch      | Benjamin Hites Jim Pla                 | Eddie Cheever Chris Froggart      |
| 4      | C3     | Barcelone   | No. 88 AKKA ASP                       | No. 88 AKKA ASP                       | No. 14 Emil Frey Racing                | No. 52 AF Corse                   |
| 4      | C3     | Barcelone   | Timur Boguslavskiy Raffaele Marciello | Timur Boguslavskiy Raffaele Marciello | Ricardo Feller Mikaël Grenier          | Andrea Bertolini Louis Machiels   |

## Classements saison 2020
Attribution des points
Le système de points de la saison 2018 est reconduit. Il se fonde sur le maximum de points qu'un engagé pouvait gagner dans l'ancien format selon le calcul "Course qualificative + Course" divisé par deux. Par exemple, pour la première place, on obtient {\displaystyle {\frac {8+25}{2}}}={\displaystyle 16.5}.
Les points sont attribués pour les dix premiers de chaque course. Également, un point est donné à l'auteur de la pole position. Pour obtenir ces points, il faut que la voiture ait complétée 75 % de la distance parcourue par la voiture gagnante. Enfin, il faut que chacun des deux pilotes d'un équipage participe durant au minimum 25 minutes.
| Position | 1er  | 2e | 3e  | 4e  | 5e | 6e  | 7e | 8e | 9e | 10e | Pole |
| Points   | 16.5 | 12 | 9.5 | 7.5 | 6  | 4.5 | 3  | 2  | 1  | 0.5 | 1    |

### Championnat des pilotes

#### Général
| Pos. | Pilote                                 | Équipe                     | MIS   | MIS   | MIS   | MAG  | MAG  | ZAN  | ZAN  | BAR | BAR  | BAR  | Points |
| ---- | -------------------------------------- | -------------------------- | ----- | ----- | ----- | ---- | ---- | ---- | ---- | --- | ---- | ---- | ------ |
| 1    | Dries Vanthoor Charles Weerts          | Belgian Audi Club Team WRT | 1     | 4     | 1F    | 3    | 4    | 12   | 7    | 6   | 2    | 2    | 89     |
| 2    | Timur Boguslavskiy                     | AKKA ASP Team              | 8     | 1PF   | 6     | 7    | 2    | 11   | 3    | 3   | 3    | 1P   | 85     |
| 3    | Raffaele Marciello                     | AKKA ASP Team              | 8     | 1PF   | 6     | 7    | 2    |      |      | 3   | 3    | 1P   | 75.5   |
| 4    | Kelvin van der Linde Ryuichiro Tomita  | Belgian Audi Club Team WRT | 2F    | 5     | 7     | 5    | 6    | 1    | 11   | 7   | 4    | 4    | 66     |
| 5    | Albert Costa Giacomo Altoè             | Emil Frey Racing           | 7     | 5     | 8     | Abd. | 12   | 4    | 1    | 1   | 16PF | 5    | 60.5   |
| 6    | Maro Engel Luca Stolz                  | Haupt Racing Team          | 4     | 2     | 4     | 1PF  | 3    |      |      | 5   | 17   | Abd. | 60     |
| 7    | Christopher Haase Arthur Rougier       | Saintéloc Racing           | 5     | 3     | 2     | 9    | 5    | Abd. | 2    | 14  | 5    | Abd. | 52.5   |
| 8    | Mikaël Grenier                         | Emil Frey Racing           | 10    | Abd.  | 7     | 2    | 7F   | 16P  | 10P  | 2PF | 8    | 3F   | 45.5   |
| 9    | Simon Gachet Steven Palette            | Saintéloc Racing           | 9     | 9     | 14    | 13   | 1P   | 3    | Abd. | 10  | 9    | 7    | 33.5   |
| 10   | Nicolas Schöll                         | Attempto Racing            | 6     | 17    | 16    | 4    | Abd. | 17   | 14   | 8   | 1    | 16   | 30.5   |
| 10   | Frédéric Vervisch                      | Attempto Racing            | 6     | 17    | 16    | 4    | Abd. |      |      | 8   | 1    | 16   | 30.5   |
| 11   | Mattia Drudi Tommaso Mosca             | Attempto Racing            | 15    | 6     | 3     | 6    | Abd. | 8    | Abd. | 11  | Abd. | 6    | 25     |
| 12   | Ricardo Feller                         | Emil Frey Racing           |       |       |       |      |      |      |      | 2PF | 8    | 3F   | 24.5   |
| 13   | Jules Gounon Nelson Panciatici         | CMR                        | 3     | 8     | 18    | Abd. | 10   | 5F   | 6    | 21  | Np.  | Np.  | 22.5   |
| 14   | Norbert Siedler                        | Emil Frey Racing           | 10    | Abd.  | 7     | 2    | 7F   | 16P  | 10P  |     |      |      | 21     |
| 15   | Hugo Chevalier Pierre-Alexandre Jean   | CMR                        | Abd.  | 11    | 15    | 14   | Abd. | 2    | 8    | 13  | 10   | 10   | 15     |
| 16   | Thomas Neubauer Aurélien Panis         | Tech 1 Racing              | Abd.P | 15    | 19P   | Abd. | 18   | 7    | 4F   | 12  | 19   | 8    | 14.5   |
| 17   | Benjamim Hites Jim Pla                 | AKKA ASP Team              | 19    | Abd.  | Np.   | 12   | 20   | 18   | 9    | 4   | 6    | 9    | 14     |
| 18   | Oscar Tunjo Juuso Puhakka              | Toksport WRT               | Forf. | Forf. | Forf. | 8    | 8    | 13   | 5    | 9   | 7    | Abd. | 14     |
| 19   | Felipe Fraga                           | AKKA ASP                   |       |       |       |      |      | 11   | 3    |     |      |      | 9.5    |
| 20   | Axcil Jefferies Ezequiel Pérez Companc | Madpanda Motorsport        | 16    | 12    | 9     | 17   | 11   | 6    | 15   | 18  | 11   | 13   | 5.5    |
| 21   | Hamza Owega Jusuf Owega                | Belgian Audi Club Team WRT | 18    | 10    | 10    | 10   | 9    | 15   | Abd. | 15  | 12   | 11   | 2.5    |
| 22   | Eddie Cheever Chris Froggart           | Sky - Tempesta Racing      | 11    | 14    | 11    | 15   | 14   | 9    | 12   | 20  | 13   | Abd. | 1      |
| 23   | Phil Keen Lee Mowle                    | ERC Sport                  | 17    | 19    | 17    | Abd. | 19   | 10   | 19   | 17  | 18   | 15   | 0.5    |
|      | Giancarlo Fisichella Jonathan Hui      | Sky - Tempesta Racing      |       |       |       | 11   | 13   |      |      |     |      |      | 0      |
|      | Valentin Pierburg                      | SPS Automotive Performance | 12    | 16    | 12    | 16   | 17   | 14   | 18   | 19  | 14   | 14   | 0      |
|      | Dominik Baumann                        | SPS Automotive Performance | 12    | 16    | 12    | 16   | 17   |      |      | 19  | 14   | 14   | 0      |
|      | Andrea Bertolini Louis Machiels        | AF Corse                   | 13    | 13    | 13    | 18   | 15   | 16   | 13   | 16  | 15   | 12   | 0      |
|      | Finlay Hutchison                       | Attempto Racing            |       |       |       |      |      | 17   | 14   |     |      |      | 0      |
|      | Christian Hook Tom Onslow-Cole         | SPS Automotive Performance | 14    | 18    | Np.   |      |      |      |      |     |      |      | 0      |
|      | Nick Foster                            | SPS Automotive Performance |       |       |       |      |      | 14   | 18   |     |      |      | 0      |
|      | Robin Rogalski                         | Toksport WRT               | Abd.  | Forf. | Forf. | Abd. | 16   | 20   | 16   |     |      |      | 0      |
|      | Romain Monti                           | Toksport WRT               |       |       |       |      |      | 20   | 16   |     |      |      | 0      |
|      | Mick Wishofer                          | Toksport WRT               |       |       |       | Abd. | 16   |      |      |     |      |      | 0      |
|      | Rik Breukers Rolf Ineichen             | Belgian Audi Club Team WRT |       |       |       |      |      | 21   | 17   |     |      |      | 0      |
|      | Kris Heidorn                           | Toksport WRT               | Abd.  | Forf. | Forf. |      |      |      |      |     |      |      | 0      |
| Pos. | Pilote                                 | Équipe                     | MIS   | MIS   | MIS   | MAG  | MAG  | ZAN  | ZAN  | BAR | BAR  | BAR  | Points |

| Couleur  | Résultat                       |
| -------- | ------------------------------ |
| Or       | Vainqueur                      |
| Argent   | 2e place                       |
| Bronze   | 3e place                       |
| Vert     | Classé dans les points         |
| Bleu     | Classé hors des points         |
| Bleu     | Non classé (Nc.)               |
| Violet   | Abandon (Abd.)                 |
| Rouge    | Non qualifié (Nq.)             |
| Rouge    | Non pré-qualifié (Npq.)        |
| Noir     | Disqualifié (Dsq.)             |
| Blanc    | Non partant (Np.)              |
| Blanc    | Forfait (Forf.)                |
| Blanc    | Course annulée (A)             |
| Neutre   | Non présent                    |
| Neutre   | Exclu (Ex.)                    |
| Gras     | Pole position                  |
| Italique | Meilleur tour en course        |
| †        | Classé sans terminer la course |
| 1 2 3 …  | Classement dans la catégorie   |

#### Silver Cup
| Pos. | Pilote                                 | Équipe                     | MIS    | MIS   | MIS   | MAG  | MAG  | ZAN | ZAN  | BAR | BAR | BAR  | Points |
| ---- | -------------------------------------- | -------------------------- | ------ | ----- | ----- | ---- | ---- | --- | ---- | --- | --- | ---- | ------ |
| 1    | Simon Gachet Steven Palette            | Saintéloc Racing           | 9      | 9P    | 14F   | 13P  | 1PF  | 3   | Abd. | 10  | 9   | 7    | 108.5  |
| 2    | Axcil Jefferies Ezequiel Pérez Companc | Madpanda Motorsport        | 16     | 12    | 9     | 17F  | 11   | 6   | 15   | 18  | 11  | 13P  | 72.5   |
| 3    | Hamza Owega Jusuf Owega                | Belgian Audi Club Team WRT | 18     | 10    | 10    | 10   | 9    | 15  | Abd. | 15  | 12  | 11   | 70     |
| 4    | Oscar Tunjo Juuso Puhakka              | Toksport WRT               | Forf.  | Forf. | Forf. | 8    | 8    | 13  | 5    | 9   | 7P  | Abd. | 69     |
| 5    | Benjamim Hites Jim Pla                 | AKKA ASP Team              | 19     | Abd.  | Np.   | 12   | 20   | 18P | 9    | 4   | 6   | 9    | 66.5   |
| 6    | Hugo Chevalier Pierre-Alexandre Jean   | CMR                        | Abd.   | 11    | 15    | 14   | Abd. | 2   | 8    | 13  | 10  | 10   | 65.5   |
| 7    | Thomas Neubauer Aurélien Panis         | Tech 1 Racing              | Abd.PF | 15F   | 19P   | Abd. | 18   | 7F  | 4F   | 12  | 19  | 8    | 60     |
| 8    | Ricardo Feller Mikaël Grenier          | Emil Frey Racing           |        |       |       |      |      |     |      | 2PF | 8F  | 3F   | 43.5   |
| 9    | Robin Rogalski                         | Toksport WRT               | Abd.   | Forf. | Forf. | Abd. | 16   | 20  | 16   |     |     |      | 10     |
| 10   | Finlay Hutchison Nicolas Schöll        | Attempto Racing            |        |       |       |      |      | 17  | 14   |     |     |      | 9      |
| 11   | Mick Wishofer                          | Toksport WRT               |        |       |       | Abd. | 16   |     |      |     |     |      | 6      |
| 12   | Romain Monti                           | Toksport WRT               |        |       |       |      |      | 20  | 16   |     |     |      | 4      |
| 13   | Rik Breukers Rolf Ineichen             | Belgian Audi Club Team WRT |        |       |       |      |      | 21  | 17P  |     |     |      | 3.5    |
|      | Kris Heidorn                           | Toksport WRT               | Abd.   | Forf. | Forf. |      |      |     |      |     |     |      | 0      |
| Pos. | Pilote                                 | Équipe                     | MIS    | MIS   | MIS   | MAG  | MAG  | ZAN | ZAN  | BAR | BAR | BAR  | Points |

#### Pro-Am Cup
| Pos. | Pilote                            | Équipe                     | MIS | MIS  | MIS | MAG  | MAG  | ZAN | ZAN  | BAR | BAR  | BAR   | Points |
| ---- | --------------------------------- | -------------------------- | --- | ---- | --- | ---- | ---- | --- | ---- | --- | ---- | ----- | ------ |
| 1    | Eddie Cheever Chris Froggart      | Sky - Tempesta Racing      | 11  | 14PF | 11  | 15P  | 14   | 9   | 12   | 20P | 13PF | Abd.P | 131    |
| 2    | Andrea Bertolini Louis Machiels   | AF Corse                   | 13P | 13   | 13P | 18   | 15   | 16P | 13   | 16  | 15   | 12    | 117.5  |
| 3    | Valentin Pierburg                 | SPS Automotive Performance | 12F | 16   | 12F | 16   | 17   | 14  | 18PF | 19F | 14   | 14F   | 104    |
| 4    | Dominik Baumann                   | SPS Automotive Performance | 12F | 16   | 12F | 16   | 17   |     |      | 19F | 14   | 14F   | 84     |
| 5    | Phil Keen Lee Mowle               | ERC Sport                  | 17  | 19   | 17  | Abd. | 19   | 10F | 19   | 17  | 18   | 15    | 74     |
| 6    | Giancarlo Fisichella Jonathan Hui | Sky - Tempesta Racing      |     |      |     | 11F  | 13PF |     |      |     |      |       | 34     |
| 7    | Nick Foster                       | SPS Automotive Performance |     |      |     |      |      | 14  | 18PF |     |      |       | 20     |
| 8    | Christian Hook Tom Onslow-Cole    | SPS Automotive Performance | 14  | 18   | Np. |      |      |     |      |     |      |       | 15     |
| Pos. | Pilote                            | Équipe                     | MIS | MIS  | MIS | MAG  | MAG  | ZAN | ZAN  | BAR | BAR  | BAR   | Points |

### Championnat des Équipes

#### Général
| Pos. | Équipe                     | Constructeur | MIS   | MIS   | MIS   | MAG  | MAG  | ZAN | ZAN | BAR | BAR | BAR  | Points |
| ---- | -------------------------- | ------------ | ----- | ----- | ----- | ---- | ---- | --- | --- | --- | --- | ---- | ------ |
| 1    | Belgian Audi Club Team WRT | Audi         | 1F    | 4     | 1F    | 3    | 4    | 1   | 7   | 6   | 2   | 2    | 108.5  |
| 2    | AKKA ASP                   | Mercedes-AMG | 8     | 1PF   | 6     | 7    | 2    | 11  | 3   | 3   | 3   | 1P   | 93.5   |
| 3    | Emil Frey Racing           | Lamborghini  | 7     | 5     | 7     | 2    | 7F   | 4P  | 1P  | 1PF | 8PF | 3F   | 91.5   |
| 4    | Saintéloc Racing           | Audi         | 5     | 3     | 2     | 9    | 1P   | 3   | 2   | 10  | 5   | 7    | 87.5   |
| 5    | Haupt Racing Team          | Mercedes-AMG | 4     | 2     | 4     | 1PF  | 3    |     |     | 5   | 17  | Abd. | 65.5   |
| 6    | Attempto Racing            | Audi         | 6     | 6     | 3     | 4    | Abd. | 8   | 14  | 8   | 1   | 6    | 61     |
| 7    | CMR                        | Bentley      | 3     | 8     | 15    | 14   | 10   | 2F  | 6   | 13  | 10  | 10   | 42.5   |
| 8    | Toksport WRT               | Mercedes-AMG | Abd.  | Forf. | Forf. | 8    | 8    | 13  | 5   | 9   | 7   | Abd. | 25.5   |
| 9    | Tech 1 Racing              | Lexus        | Abd.P | 15    | 19P   | Abd. | 18   | 7   | 4F  | 12  | 19  | 8    | 20.5   |
| 10   | Madpanda Motorsport        | Mercedes-AMG | 16    | 12    | 9     | 17   | 11   | 6   | 15  | 18  | 11  | 13   | 16     |
| 11   | Sky - Tempesta Racing      | Ferrari      | 11    | 14    | 11    | 11   | 13   | 9   | 12  | 20  | 13  | Abd. | 12.5   |
| 12   | AF Corse                   | Ferrari      | 13    | 13    | 13    | 18   | 15   | 16  | 13  | 16  | 15  | 12   | 6      |
| 13   | SPS Automotive Performance | Mercedes-AMG | 12    | 16    | 12    | 16   | 17   | 14  | 18  | 19  | 14  | 14   | 3.5    |
| 14   | ERC Sport                  | Mercedes-AMG | 17    | 19    | 17    | Abd. | 19   | 10  | 19  | 17  | 18  | 15   | 1      |
| Pos. | Équipe                     | Constructeur | MIS   | MIS   | MIS   | MAG  | MAG  | ZAN | ZAN | BAR | BAR | BAR  | Points |

#### Silver Cup
| Pos. | Équipe                     | Constructeur | MIS    | MIS   | MIS   | MAG  | MAG  | ZAN | ZAN  | BAR | BAR | BAR  | Points |
| ---- | -------------------------- | ------------ | ------ | ----- | ----- | ---- | ---- | --- | ---- | --- | --- | ---- | ------ |
| 1    | Saintéloc Racing           | Audi         | 9      | 9P    | 14F   | 13P  | 1PF  | 3   | Abd. | 10  | 9   | 7    | 108.5  |
| 2    | Belgian Audi Club Team WRT | Audi         | 18     | 10    | 10    | 10   | 9    | 15  | 17P  | 15  | 12  | 11   | 74     |
| 3    | Madpanda Motorsport        | Mercedes-AMG | 16     | 12    | 9     | 17F  | 11   | 6   | 15   | 18  | 11  | 13P  | 72.5   |
| 4    | Toksport WRT               | Mercedes-AMG | Abd.   | Forf. | Forf. | 8    | 8    | 13  | 5    | 9   | 7P  | Abd. | 69     |
| 5    | AKKA ASP                   | Mercedes-AMG | 19     | Abd.  | Np.   | 12   | 20   | 18P | 9    | 4   | 6   | 9    | 68     |
| 6    | CMR                        | Bentley      | Abd.   | 11    | 15    | 14   | Abd. | 2   | 8    | 13  | 10  | 10   | 66.5   |
| 7    | Tech 1 Racing              | Lexus        | Abd.PF | 15F   | 19P   | Abd. | 18   | 7F  | 4F   | 12  | 19  | 8    | 62.5   |
| 8    | Emil Frey Racing           | Lamborghini  |        |       |       |      |      |     |      | 2PF | 8F  | 3F   | 43.5   |
| 9    | Attempto Racing            | Audi         |        |       |       |      |      | 17  | 14   |     |     |      | 9      |
| Pos. | Équipe                     | Constructeur | MIS    | MIS   | MIS   | MAG  | MAG  | ZAN | ZAN  | BAR | BAR | BAR  | Points |

#### Pro-Am Cup
| Pos. | Équipe                     | Constructeur | MIS | MIS  | MIS | MAG  | MAG  | ZAN | ZAN  | BAR | BAR  | BAR   | Points |
| ---- | -------------------------- | ------------ | --- | ---- | --- | ---- | ---- | --- | ---- | --- | ---- | ----- | ------ |
| 1    | Sky - Tempesta Racing      | Ferrari      | 11  | 14PF | 11  | 11PF | 13PF | 9   | 12   | 20P | 13PF | Abd.P | 141    |
| 2    | AF Corse                   | Ferrari      | 13P | 13   | 13P | 18   | 15   | 16P | 13   | 16  | 15   | 12    | 122    |
| 3    | SPS Automotive Performance | Mercedes-AMG | 12F | 16   | 12F | 16   | 17   | 14  | 18PF | 19F | 14   | 14F   | 108.5  |
| 4    | ERC Sport                  | Mercedes-AMG | 17  | 19   | 17  | Abd. | 19   | 10F | 19   | 17  | 18   | 15    | 78.5   |
| Pos. | Équipe                     | Constructeur | MIS | MIS  | MIS | MAG  | MAG  | ZAN | ZAN  | BAR | BAR  | BAR   | Points |